# سجق (طعام)
السجق أو السدُق نقانق جافة حارة ومخمّرة تؤكل في بلاد البلقان والشرق الأوسط وآسيا الوسطى. يتكون السجق من اللحم المفروم (عادة من اللحم البقري أو الضأن، لكن لحم الخيول غالباً ما يستخدم في كازاخستان وقيرغيزستان).

## صناعة السجق
تتكون صناعة السجق من طحن وفرم أو تقطيع أنسجة العضلات والأعضاء الأخرى ثم خلطها مع الشحم والأملاح والتوابل (أعشاب وتابل) seasonings وعند اللزوم تتم إضافة مواد رابطة أو فاسحة extenders. ويحشى خليط السجق في غلاف أنبوبي صنعي أو سليلوزي له شكل السجق المعتاد أو في غلاف طبيعي من أمعاء الغنم مع إضافة مسحوق الكعك في حالة (سجق الكبد). وباع إما نيئة أو مطبوخة قليلا أو كاملة الطبخ أو سجق مدخن. إن الأنواع المختلفة من السجق لها منسوج مشترك محب للملح / والبروتين والماء يعمل على استقرار طور مبعثر (خليط لحم خشن / حبيبات وکریات دهن، وبرتين غير ذواب وألياف ضامة وحبيبات من التوابل). إن ثبات نظام من هذا النوع يتأثر بقيمة ال pH، والقوة الأيونية ومدى انصهار الشحوم وبمحتوى البروتين. إن درجة حرارة الطحن لها أهمية في ثبات الأنظمة المطحونة ناعمة ولها خصائص المستحلب وتعد درجة الحرارة 14 ° م مثالية وتنتج منتجات غير ثابتة عند درجة الحرارة T > 220 م.
تتكون في المستحلبات طبقة أحادية الجزيئات من غشاء البروتين حول كريات الدهن. وإن أهمية مكونات البروتين المختلفة كمكونات أغشية تتناقص بالترتيب الآتی: میوزین > أكتو میوزین > بروتين غمد الليف العضلي > اکتين. ينغمس الرأس الكاره للماء لجزيئات الميوزين دائما في كريات الدهن بينما يتفاعل الذيل مع الأكتومیوزین في الطور المستمر وإن طبقة الميوزين وحيدة الجزيئات المتكونة بهذه الطريقة يجب أن يكون سمكها حوالي nm 130. ويمكن أن توجد في الخارج طبقة من الأكتومیوزین متعدد الجزيئات التي تربط الماء وتشارك في تثبيت المستحلب بسبب خواصها من اللزوجة والمرونة والتماسك. إن درجات الحرارة المرتفعة التي تؤدي إلى عدم الثبات من المحتمل أن تسبب زيادة تفاعلات البروتين - بروتين في طبقة الأکتومیوزین التي بدورها تؤدي إلى نقص في ربط الماء وفقدان المرونة واضطراب في غشاء الميوزين.
بينما تكوين غشاء الميوزين على كريات الدهن هو المسؤول عن ثبات السجق النيئة التي لها خواص المستحلب. فإن تاثرات البروتين بروتين وتشكيل الهلام ذات أهمية في ثبات الدهن والماء في النظام في حالة السجق المطبوخة والمغلية.
1- السجق النيئة Raw Sausages
هي تصنع من العضلات الهيكلية النيئة المطحونة (5.8 > pH)، مع دهن وتوابل. وهي تملح بإضافة 2.8-3.2% من ملح النيتريت المعالج أو ملح العادي ونترات الصوديوم (أقصاه 300 ملغ / كلغ)، وكمية من السكر أقصاها 2% (سكروز، غلوكوز، مالتوز، لاكتوز) ووسائل معالجة أخرى مثل (D - gluconic acid - 5 - lactone، وحامض أسكوربيك.. إلخ). وتضاف مزرعة باديء لجعل النضج مثاليا.
يفضل تنفيذ الطحن بألة تقطيع في عدد من الخطوات: التقطيع، والتوزيع، والخلط، وطحن ناعم جدا، والاستحلاب. وتتكون آلة التقطيع أساسية من قرص يدور حول رأس القاطع الذي يدور بسرعة كبيرة. ويمكن الحصول على منتجات مختلفة القوام بتغيير شكل وسرعة القاطع، وغرفة التقطيع ربما بغرز (عدد متداخل من الحلقات)، وسرعة القرص، ومدة القطع. وإذا تمت هذه العملية تحت ظروف مفرغة الهواء يكون لها العديد من الفوائد. بالإضافة إلى التقطيع بالدفعة باستعمال أوعية يصل حجمها إلى J750 وأيضا تتوفر آلات التقطيع ذات التشغيل المستمر.
وفي حالة الأنواع المكتترة من السجق النيئة يتم استعمال المادة المجمدة لطحنها (عند درجة حرارة 220 م) وتبقى درجة الحرارة تحت 4 م أثناء الطحن بوساطة عملية التبريد. وبعد حشوها، يتم نضجها في حجرات مكيفة الهواء. في باديء الأمر، تكون درجة الحرارة بين 20-26 ° م (رطوبة الهواء بين 90-95%) لزيادة عدد البكتيريا الملبنة lactobacilii؛ ثم تخفض درجة الحرارة إلى 10-15 ° م (رطوبة الهواء 75%). إن الرائحة المميزة تتشكل أثناء النضج بوساطة الكائنات الحية المجهرية الموجودة (المكيرات micrococci والملبنات lactobacilli، التي تضاف في أغلب الأحيان على شكل مزرعة الباديء). ويلعب تكثيف اللون الأحمر أيضا دورا كبيرا. إن الهبوط في pH بسبب تكون حامض اللاكتيك (5.2-4.8) يؤدي إلى إنكماش البروتين الهلامي. وتصبح السجق ثابتة ومكتترة ومناسبة للتقطيع إلى شرائح بعد تبخير الماء المتحرر. (فقد الوزن 20-40%). يتم تدخين السجق النيئة بعد ذلك، على سبيل المثال، تدخينا باردا عند درجة حرارة 16-28م. ترجع الطبقة البيضاء على الأنواع المختلفة من السلامي إلى تحصينات العفن، أما في المنتجات الأرخص، فترجع إلى تغطيسها في محلول الكلس..
2- السجق المطبوخة Cooked Sausages
تصنع السجق المطبوخة من مواد أولية مطبوخة. إن المصانع الحديثة عموما تستعمل آلات التقطيع الطابخة التي تتم فيها الخطوات التالية في آلة واحدة: الطحن التمهيدي، والطبخ، والخلط، والتقطيع. بالمقارنة بالسجق المغلية، فإن السجق المطبوخة يمكن أن تقطع فقط عندما تكون باردة..
3- السجق المغلية Boilling Sausages
تصنع السجق المغلية من اللحم النيء (لحم بقر، ولحم عجل بوساطة الغلي أو الخبز أو القلي. وأثناء المعالجة في آلة التقطيع تزداد قدرة حفظ الماء بإضافة الملح العادي ومساعدات القطع (الفوسفات المكثفة، واللاكتات، والأسيتات، والطرطرات، والسيترات). أما الزيادة في الحجم من إضافة الأملاح فيكون سببها زيادة pH اللحم وتكوين الأيونات الموجبة ثنائية التكافؤ التي في شكلها الحر، تقمع الزيادة في حجم السجق.
يجب أن تحفظ درجة الحرارة منخفضة أثناء عمليتي الطحن والتقطيع (بوساطة إضافة الثلج أو الماء المبرد بالثلج) وذلك لأن درجات الحرارة المرتفعة تقلل القدرة على الاحتفاظ بالماء. وتزيد القدرة على حفظ الماء بزيادة المكون الدهني اللحم ما دامت نسبة الدهن إلى نسبة البروتين لا تتجاوز 2.8 إلى 1. ونتيجة لذلك يزداد تركيز الملح وبعد التقطيع والحشو، فإن السجق تدخن على الساخن وتسلق عند درجة حرارة 72-78م. وفي درجة الحرارة هذه، فإن تخثر هلام البروتين، الذي يمسك الماء، يشكل القوام المكسور المميز لهذه السجق...

## أصل تسميته ومصطلحاته
أُعيرّت كلمة سُكُك من الكلمة الفارسية (زيجك) أو (زيچك)، التي تعني في الأصل «ممبار»، إلى اللغة التركية. تطورت هذه الكلمة بدورها من (زيچ) بالفارسية، والتي تعني «تمدد، شريط أو حبل». أول ذكر للكلمة في اللغة التركية كان من قبل أبو حيان الغرناطي في كتابه في أوائل القرن الرابع عشر المعنون (كتاب الإدراك للسان الأتراك). تتواجد أيضاً أسماء مشابهة في اللغات التركية الأخرى، على سبيل المثال في الكازاخية: شٌجيك (шұжық)؛ في القيرغيزية: تشُتشُك، (чучук).
اعتُمدّ الاسم التركي سُكُك إلى حد كبير دون تعديل من قبل لغات أخرى في المنطقة، بما في ذلك اللغة الغاغاوزية: سُكُك (sucuk)؛ الألبانية: suxhuk؛ العربية: سجق؛ الأرمينية: سُجُكس (սուջուխ)؛ البوسنية: سودوكا (sudžuka)؛ البلغارية: سُجُك (суджук)؛ اليونانية: سوتزوكي (σουτζούκι)؛ المقدونية: سُدجُك (суџук)؛ الأذرية: سُكُك (sucuk)؛ الروسية: سُجُك (суджук)؛ الصربية/الكرواتية: سُجُك (cyџyk).[بحاجة لمصدر]

## إنتاجه
في تركيا، يُعد اللحم البقري هو المادة الخام الرئيسية لإنتاج السجق. في بداية العملية يُفرم اللحم مسبقاً في أطباق 14-16 مم ويتعرض للاختبار لمعرفة نسبته من الدهون. بعد ذلك يُخلط اللحم بملح معالج والذي يحتوي على 0.5٪ من نتريت الصوديوم ويُحفظ لمدة 8-16 ساعة في درجة حرارة 8-12 درجة مئوية لمزيد من المعالجة. في وقت لاحق يُخلط اللحم المفروم مع دهن اللية المجمد والمفروم والودك والشحم والمواد المضافة مثل التوابل وأحماض الأسكوربات والجلووالجلوكوز وبادئات التخمر. ثم يفرم الخليط مرة أخرى في صفائح 1.6-5 مم، والتي تشكل بنية السجق المزينة. ومذاك يعبأ المنتج في أغلفة مصنوعة من الكولاجين أو الألياف الغذائية وهذه الأغلفة تكون ملفوفة أو مربوطة لتقسيم السجق.
ثم يجهز السجق لعملية النضج، المكونة من مرحلتي التخمير وما بعد التخمير. في اليوم الأول من مرحلة التخمير يُترك المنتج في بيئة ذات رطوبة نسبية عالية (rH) حوالي 22-23 درجة مئوية. بعد ذلك تخفض درجة الرطوبة والحرارة تدريجياً كل يوم، حتى تصل إلى 18 درجة مئوية و88٪ رطوبة نسبية في اليوم الأخير والثالث من التخمير. في نهاية المرحلة، يجب أن تنخفض درجة الحموضة للمنتج إلى 4.9-5.0. في مرحلة ما بعد التخمير، ينضج السجق ويجفف حتى تقل نسبة الرطوبة في النقانق عن 40٪.

أصناف إقليمية من السجق
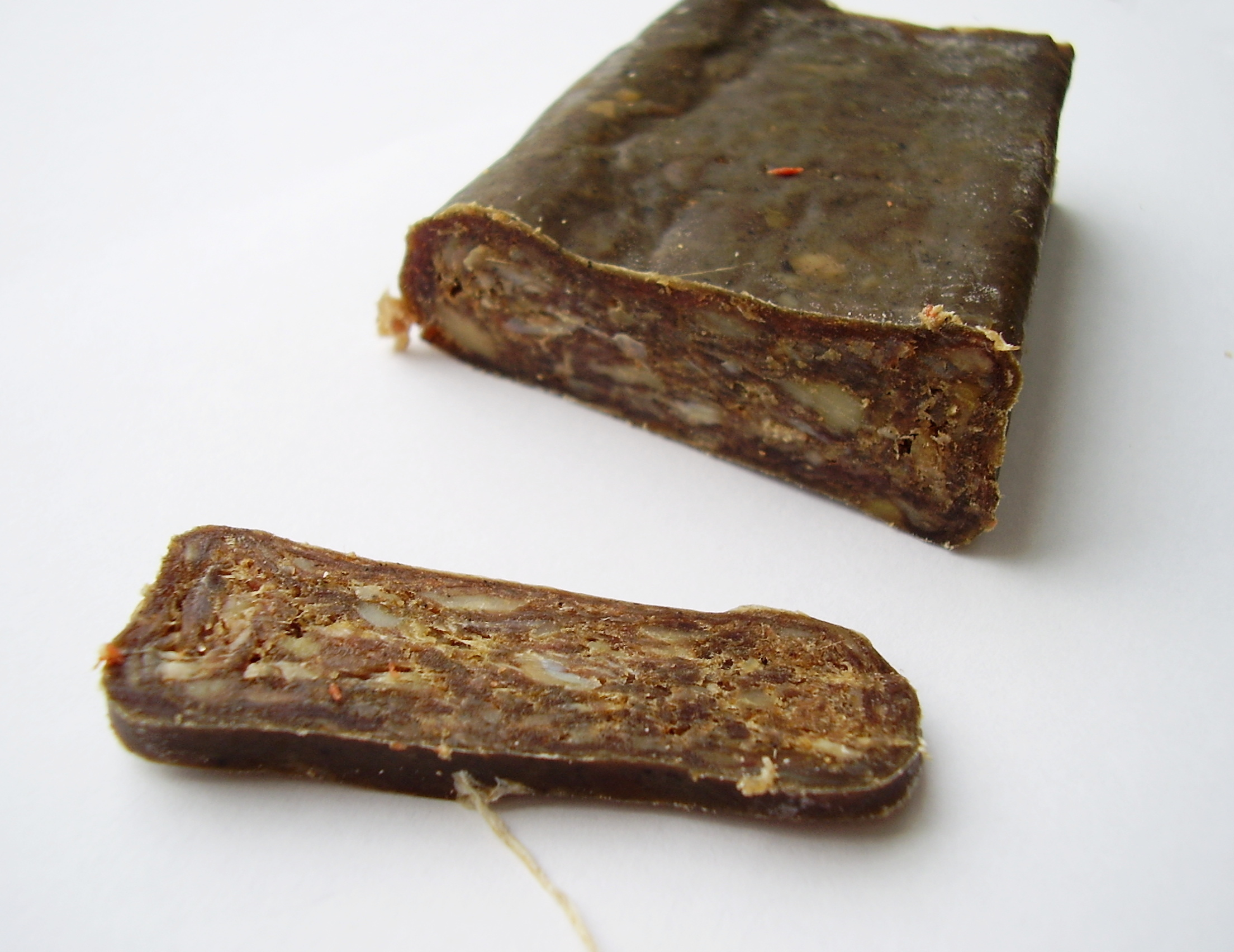
سُجُكس (Suǰux) أرمني
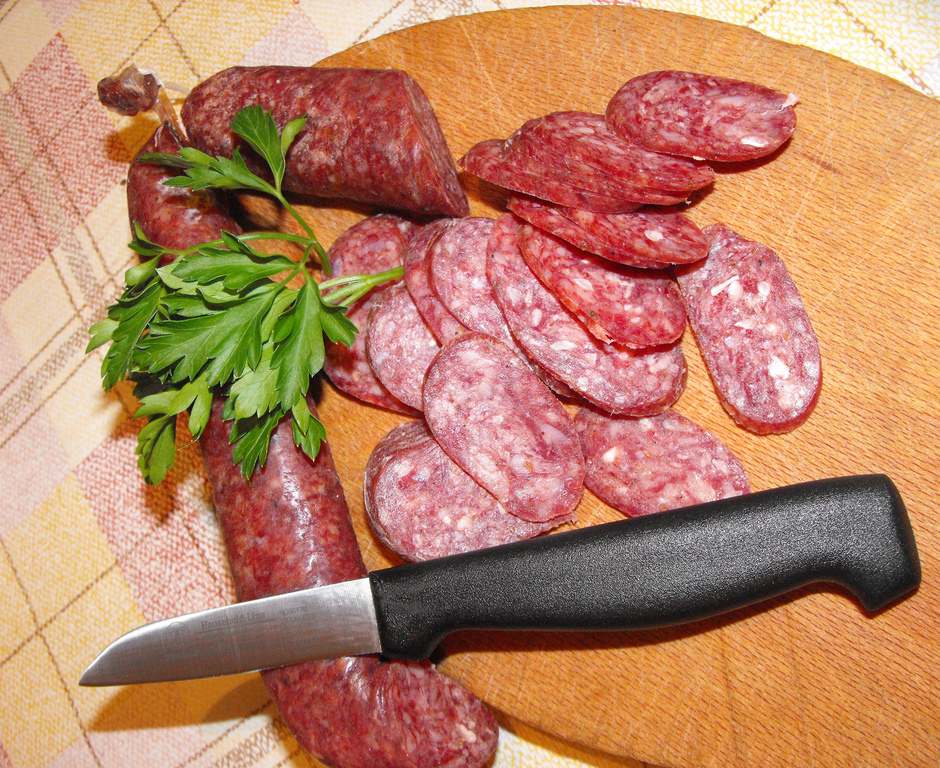
سُدُك (Sudzhuk) بلغاري
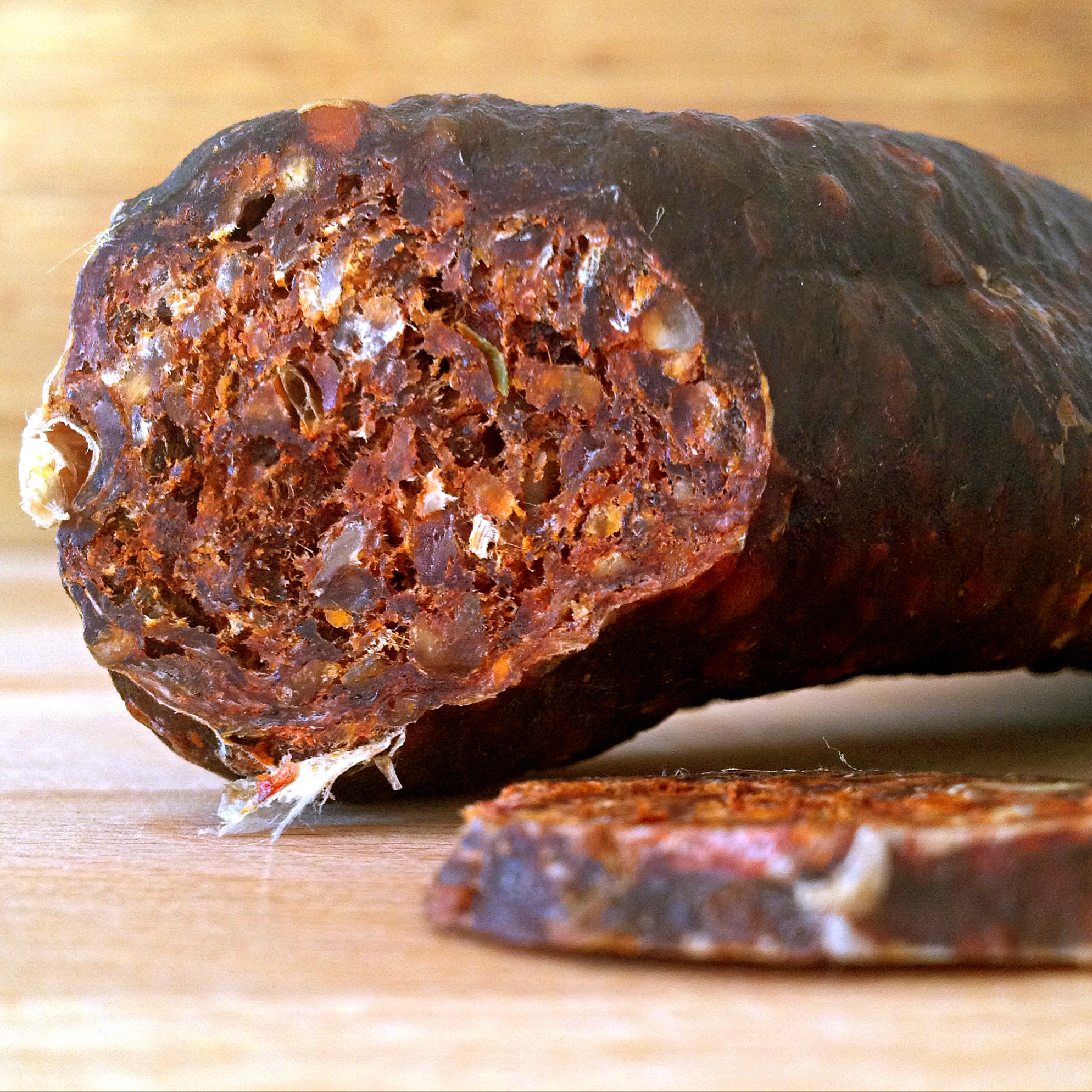
سُشُك (suxhuk) منزلي الصنع من كوسوفو

## التغذية
أُفيدّ بأن السجق التركي (sucuk) يحتوي في المتوسط على 24.5٪ بروتين، 31.6٪ دهون، 35.65٪ رطوبة، 3.79٪ ملح ونسبة الدهون في السجق متغيرة بدرجة كبيرة. بعض ماركات السجق التي جرى اختبارها تحتوي على 23٪ دهون فقط، بينما تجاوز البعض الآخر 42٪.

## أنواع السجق
السجق له أنواع، ولكن النكهات واحدة، ومنها:
1. السجق الطازج: مصنوع من اللحم، ولا يتم تدخينها، ولكن يجب طبخها قبل التقديم.
2. السجق المطبوخ: مصنوع من اللحوم غير المطبوخة، ولكنها غير مدخنة.
3. السجق المدخن: مصنوع من اللحوم المدخنة قليلا، ثم يجب طبخها.
4. السجق المدخن غير المطبوخ.
5. السجق الجاف: الذي يعنى «السجق الصيفى» وقد سمي بهذا الاسم، حيث يمكن الأحتفاظ به في الطقس الحار.
6. السجق الإكليريكى: هذا السجق يرتبط بنوع من النقانق المصنوعة.[12]

## اّطباق تعد بالسجق
يمكن قلي شرائح السجق الرقيقة في قليل من الزبدة، بينما بالإمكان شواء القطع الكبيرة. يُقدم سُكُكلو يامورتا (Sucuklu yumurta)، الذي يعني حرفياً «بيض بالسجق»، عادةً كطبق إفطار تركي. سُكُكلو يامورتا عبارة عن طبق بسيط من البيض المقلي المُحضر مع السجق، ولكن يمكن أيضاً إضافة السجق إلى أطباق البيض الأخرى مثل مينيمن (وهو مشابه للشكشوكة ولكن مع البيض المخفوق بدلاً من المسلوق).
يمكن إضافة السجق إلى العديد من الأطباق بما في ذلك يخنة الفاصوليا (كورو فاصولي) ومعجنات رقائق «الفيلو» المحشوة (burek) وكإضافات للبيتزا أو خبز البيتا.

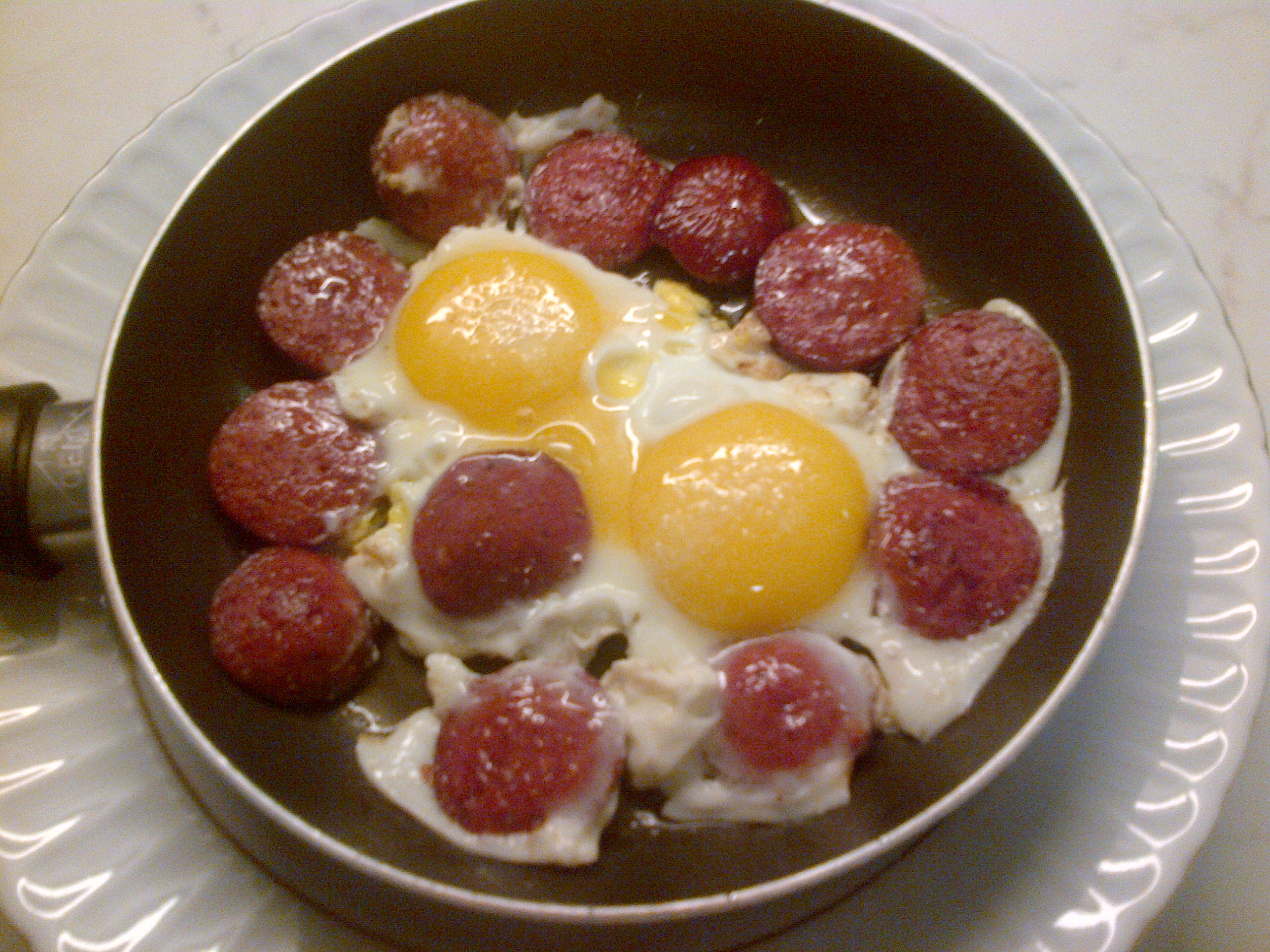
بيض بالسجق
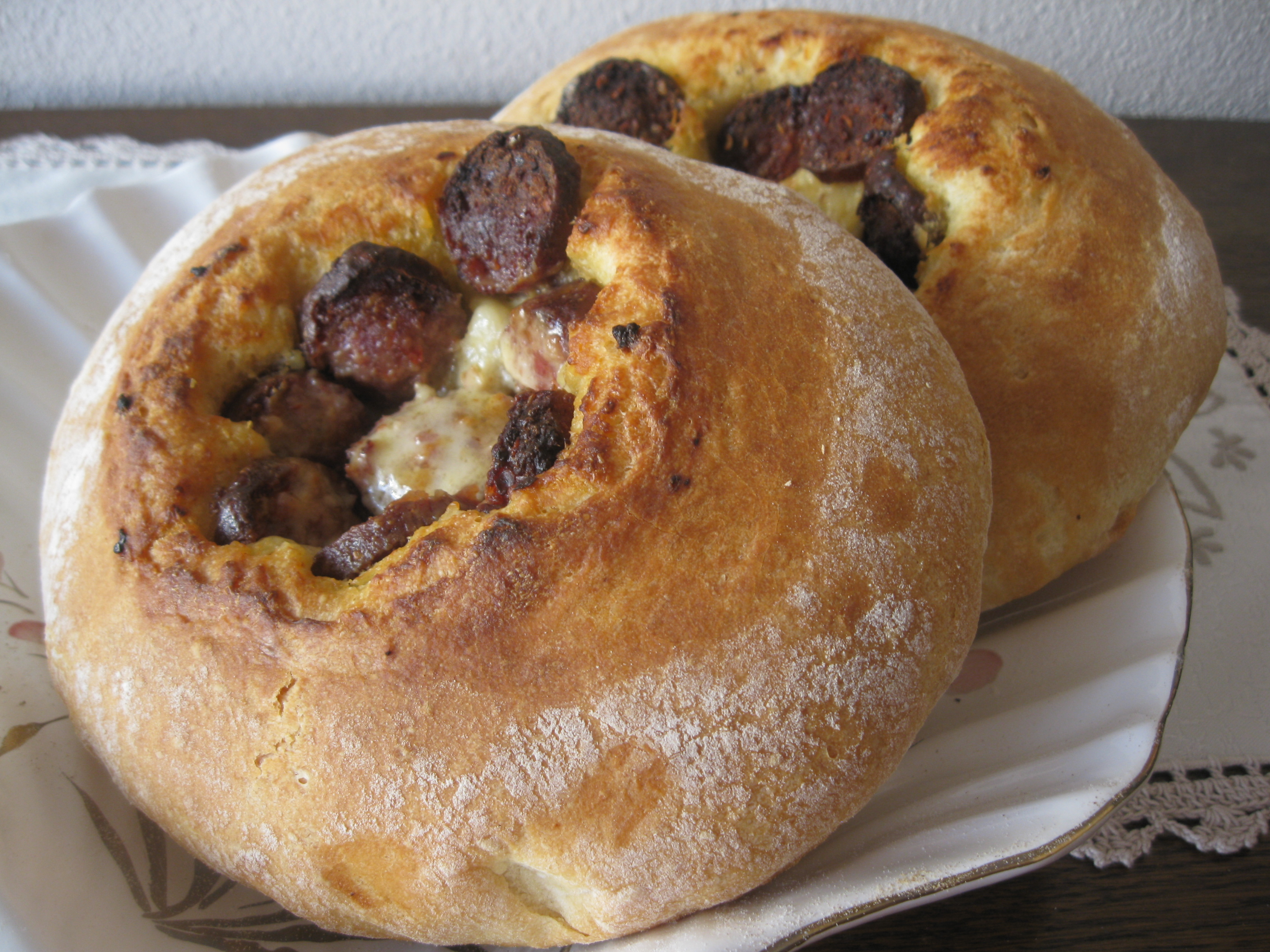
خبز بالسجق

## وصفات أكل بالسجق
هناك الكثير من وصفات الأكل الذي يعد بالسجق، ولكن سيتم عرض القليل من الوصفات:
1. معكرونة بالسجق تعد طريقة سهلة لإعداد المعكرونة بالسجق، المكونات (معكرونة-سجق-زيت-بصل-فلفل رومى-طماطم-ملح-توابل).
2. بيتزا بالسجق تعد من ألذ الأكلات، ويدخل في إعدادها (دقيق-خميرة-مياه دافئ-زيت-سكر-ملح-لبن بودرة-سجق-جبنة).
3. نجرسكو بالسجق، ويدخل في إعداد هذا الطبق (معكرونة-دقيق-سمن-سجق-ثوم-فلفل-حليب-توابل-جبن موتزاريلا حسب الرغبة).
4. جلاش بالسجق، ويدخل في إعداد هذا الطبق (جلاش-حليب-بيضة-فلفل-سمن-الحشو يكون سجق مطبوخ، وفلفل الوان، وموتزاريلا).
5. سجق بالبطاطس، ويدخل في إعداد هذا الطبق (سجق-بطاطس-طماطم-صلصة-مرقة -توابل-ثوم-بصل-كزبرة[19]).

## أغلفة السجق
إن السجق هو عبارة عن خليط من اللحم المفروم، والدهون، والتوابل، وأحيانا يتم حشوها، ثم يتم تعبئتها في أغلفة. وهناك نوعين من الأغلفة (طبيعية مصنوعة من أمعاء الحيوانات-صناعية).و هناك فرق بين النوعين:
1. أغلفة السجق الطبيعية: منذ القرون قبل حوالي 4000قبل الميلاد، كان غلاف السجق طبيعي، حيث يتم حشو اللحم المطبوخ من امعاء حيوانات المزرعة مثل:(الماشية-الماعز-الأغنام-البقر)، ولكن في هذه الأيام يتم استخدام الأغلفة الصناعية. ان ميزة الغلاف الطبيعي في تعبئة السجق يكون لديه نكهة مميزة، حيث يعطي نقانق طبيعية غذية بالنكهات الطبيعية، وايضا تبدو النقانق طبيعية بالغلاف الطبيعي.
2. أغلفة السجق الصناعية: هذه الاغلفة هي الأكثر استخداما في وقتنا هذا؛ لأنه غير مكلف.يمكن تصنيع الأغلفة الصناعية من مواد مثل:(الكولاجين-السليلوز-البلاستيك...إلخ)، واحيانا لا تكون صالحة للأكل. يتم إنتاج الكولاجين من الكولاجين الحيواني أو جلود الأبقار أو العظام والأوتار. يمكن أيضا ان يتم تصنيعه من الدواجن والاسماك. يتم إنتاج أغلفة السليلوز من مسكوزى، وهي عبارة عن أغلفة قوية قابلة للأختراق لكى يتم تدخينها، يتم تصنيعها من (لب الخشب-شتاء القطن).أغلفة البلاستيك لا تكون صالحة للأكل، وتستخدم للمنتجات غير المدخنة.و هناك نوع من الأغلفة يسمى (الأغلفة البديلة)، ولكن يستخدم إذا لم يكن هناك الإمكانية للوصول إلى الأغلفة الطبيعية أو المصنوعة.[20]